# 地方紙
地方紙（ちほうし）とは、特定の地方を販売対象とする新聞である。
日本では一つの都道府県のほぼ全域をカバーする新聞を「県紙」、複数の都道府県を含む地域ブロックを対象とする地方紙を「ブロック紙」と呼ぶ。ある都道府県内の限られたエリア（一部市町村や離島）だけで発行される新聞を地域紙（地域新聞）やローカル紙（ローカル新聞）と呼ぶこともある。地元のニュースを重点的に取材し、記者を配置していない他の地方や全国・海外ニュースは通信社（共同通信や時事通信など）から提供を受けて記事を掲載することが多い。
アメリカ合衆国では、21世紀に入って休廃刊が相次ぎ「ニュース砂漠」が社会問題化している（後述）。
なお一国の全域またはほぼ全域を販売対象とする新聞は全国紙と称される。

## 日本の地方紙

### 分類
明確な定義は存在しないが発行部数や発行エリア、発行シェアによって地方紙の分類を行うことがある。また地方紙と地域紙を別のものと考え、県域より広い範囲を配布域とするブロック紙と県紙（それに準じる第二県紙等）を狭義の地方紙とし、地域紙を除外して捉えることも多い。

#### ブロック紙
複数の都府県にまたがる地域ブロック（北海道は単独）で発行される多い地方紙。『北海道新聞』『中日新聞』『西日本新聞』の発行元がブロック紙3社連合を構成している。中日新聞社は、系列の中日新聞東京本社が発行する『東京新聞』も関東地方全域と静岡県駿河以東を配達エリアとしているほか、『北陸中日新聞』も石川県と富山県にまたがり発行されており、販売部数総計は一部全国紙（『毎日新聞』、『日本経済新聞』、『産経新聞』）を上回る。
このほか、宮城県仙台市を拠点とする『河北新報』も自らを東北地方のブロック紙と位置付けている。広島県広島市が地盤の『中国新聞』も中国地方のブロック紙として扱われることがある。

#### 県紙
一般的には全国五紙（『読売新聞』『朝日新聞』『毎日新聞』『日本経済新聞』『産経新聞』）と上記の各ブロック紙以外で、発行エリアが一府県の全域にわたる新聞を指す。多くは第二次世界大戦下の「一県一紙」統制時に多数の新聞を統合して成立した。戦後に創刊され、これらに準じる配布域を持つに至った新聞も含まれる。
上記の各ブロック紙は、本社を置く県では部数・シェアや影響力が特に大きく、県紙としての性格を併せ持つ。またブロック紙ほどではないが、生活圏や経済圏がつながっている隣県にも配達エリアを広げている地方紙もある（例：滋賀県における『京都新聞』）。 
地域に密着した編集方針や府県内における発行シェアを誇る意味で県紙や県民のための新聞（県民紙）を自称したり、そのように呼ばれたりすることもある。
全国紙のシェアが高い東京圏や大阪圏を除く地方部においては、一県一紙統制の経緯から、県紙がその県において圧倒的シェアを持ち、その論調や関連事業、発行元経営者が県政財界に強い影響力を持つこともある。静岡新聞、新潟日報、信濃毎日新聞、京都新聞、神戸新聞、山陽新聞など有力な地方紙は、ブロック紙に匹敵する発行部数を有する。信濃毎日新聞や静岡新聞等は西日本新聞や河北新報等の一部ブロック紙の発行部数を上回っている。京都新聞（京都府と滋賀県）や山陰中央新報（島根県と鳥取県）のように複数の県で販売しているものもある。

#### 第二県紙
県内における政治的対立や生活圏・経済圏の違いといった事情により、従来の県紙に対抗して創刊された新聞を指す。後述の「第二地方紙」に比べて、政治的意味合いが強い場合に使用される。県紙と比較すると発行部数や普及率などで劣勢に立っていることと、それゆえの経営基盤の脆弱さから1990年代以降廃刊に追い込まれる例も目立つようになっている（後述）。

#### 第一地方紙と第二地方紙
- 各都道府県における全国紙、ブロック紙を除いた発行シェアトップを「第一地方紙」、それ以外を「第二地方紙」と呼ぶことがある。

#### 地域紙（地域新聞）
都道府県内の一部地域のみで発行され、日刊ではない新聞もある。ただし、『デーリー東北』（青森県東部と岩手県北部の南部地方）のように複数の県にまたがって配布されているものもある。狭義の「地方紙」は、地域紙を含まない。
有力な日刊地域紙は、地元市町村で県紙や他の新聞を上回る世帯普及率に達し、地元社会への影響力も大きい。一部は小規模な県紙に匹敵する発行部数を持ち、日本新聞協会に加盟している発行元もある。
地域紙が存立する経緯や要因は下記のように地理や歴史的経緯など様々である。
- 同じ道県内でも、江戸時代までの旧国や藩、生活・経済圏が違う地域ごとの新聞が存続している場合[注釈 3]
- 離島[注釈 4]
- 県紙がなくなったり弱体化したりした県[注釈 5]

また、東日本大震災（2011年）で大きな被害を受けた岩手県大槌町では、既存地方紙すら必要な情報を十分伝えていないと考えた町民によって『大槌新聞』（2012～2021年）が創刊されたような例もある。
『日本地域新聞ガイド2016―2017』（日本地域新聞図書館）では週5回以上発行される日刊紙を扱う発行元が約110社掲載されているが休刊・廃刊も相次いでいる。その要因としてはスマートフォンなどによりインターネットでの情報収集が容易になったこと（デジタル化）、読者の高齢化と地方の人口減少、生活・経済圏の広域化、県紙や全国紙との競争が挙げられる。
一方でデジタル化は、紙の新聞を印刷・配達するコストなしでマスメディアを運営できる利点もある。2017年春に休刊した茨城県南地域の『常陽新聞』元スタッフが同年秋にニュースサイト「NEWSつくば」（茨城県つくば市）を発足させたほか、みんなの経済新聞ネットワーク系列の各サイトは、大都市の繁華街を含む単位でビジネスやイベントの情報を発信している。

#### ローカル紙（ローカル新聞）
メジャー紙（全国紙）の対義語として、地方紙や地域紙を包含する意味あるいは地域紙を指して用いられる。発行エリアや発行部数が少ないことを強調する文脈で使用されることがある。

### 特徴
紙面構成は概して政治、経済、健康、娯楽（主にスポーツ）、社会、地域の6分野で構成され、この点は全国紙とさほど変わりない。しかし、ニュースの配分が販売領域とする地方を重点的に置くことが特徴である。また、テレビやラジオのローカル局を系列会社として経営する地方紙も多い。
取材網は発行エリアに限られるため、国政、日本経済全体に関するニュースや国際面はその多くが共同通信社・時事通信社などから提供された記事であり、提供記事が紙面の半分以上を占める場合も少なくない。ただし、販売地域内出身の政治家やスポーツ選手もしくは販売地域内に本社や大規模工場をもつ企業をクローズアップして記事を掲載することがある。記事や社説も市町村長・知事や地方議会の動向や、イベントに関する内容が多い。
総じて関東地方や近畿地方、山口県などの一部地域では全国紙のシェアが大きいが、その他の地方では地方紙が圧倒的なシェアを持つことが多い。2020年の読売新聞社の調査では、10都府県（茨城県・埼玉県・千葉県・東京都・神奈川県・滋賀県・大阪府・奈良県・和歌山県・山口県）を除く37道府県で地方新聞がシェア1位を占めた。徳島新聞や北國新聞などは県内で60%以上のシェアを持ち、圧倒的な存在である。また、中京圏に含まれる東海3県（愛知県・岐阜県・三重県）はブロック紙の中日新聞がシェア1位であり、中日新聞は全国紙以外で唯一複数の都道府県でシェア1位を獲得している。
一方で、全国紙や中日新聞が強い都道府県の県紙（茨城新聞・埼玉新聞・千葉日報・神奈川新聞・岐阜新聞・伊勢新聞・奈良新聞・紀伊民報・山口新聞など）は他県に比べて地元での存在感が低く、県内シェアトップ3にも入っていないことも珍しくない。
地方紙のネットワーク組織として「地域新聞マルチメディア・ネットワーク協議会」や「47NEWS」などがある。また、地方紙の会社が中心となって「政経懇話会」という勉強会が各都道府県に設立されている。時事問題の勉強と同時に地元政・財・官界要人同士の交流を主な目的としており、会費は年10万円前後である。

### 呼称の由来
「地方紙」「中央紙」の呼称は、第二次世界大戦中の新聞統制で使われ始めた。東京に本社を置く新聞社のうち、全国を網羅する新聞を「中央紙」と呼び、東京とその近辺を対象とする新聞を「地方紙」と呼んだ事が由来である。

### 持ち分合同
太平洋戦争の激化による新聞統制の実施で、複数あった地方紙を原則として「1都道府県1紙」とする取り決めがなされていたが、1945年の東京大空襲以後、各地での空襲実施による輸送事情の悪化などを理由に、「持ち分合同」として、その都道府県の地方紙に全国紙（中央紙）の題字を一緒に掲載する処置をとったことがあった。しかし、地方紙の社屋・工場が空襲の被害に遭った影響で使用不能となったことから、近隣の地方紙や全国紙の工場に委託して印刷した例もあった。

### 近年の傾向
1990年代以後のバブル経済の崩壊や、インターネットの普及などから、新聞の紙媒体のコストが増大し経営的な問題が懸念されていることから、主に第2県域紙やローカル紙において相次いで休刊・廃刊、ないしは県域（第2県域含む）紙の朝夕刊のセット売りでも夕刊を廃止する傾向にある。
休・廃刊となった例（以下の例の年号は休廃刊年）
- 滋賀日日新聞（1979年→体裁上京都新聞に統合）
- 日刊新愛媛（1986年）
- 関西新聞（1991年）
- フクニチ新聞（1992年）
- 栃木新聞（1994年）
- 新大阪（1995年）
- 北海タイムス（1998年）
- 大阪新聞（2002年→体裁上産経新聞大阪本社の夕刊に統合）
- 新いばらき（2003年）
- 鹿児島新報（2004年）
- みんなの滋賀新聞（2005年）
- 岡山日日新聞（2011年）
- 信州日報（2013年）
- 常陽新聞（初代:2013年、2代目:2017年）
- 大阪日日新聞（2023年）
- 盛岡タイムス（2024年）

夕刊が休止となった例
- 福井新聞（1973年）
- 夕刊四国新聞（1985年?）
- 夕刊エヒメ（愛媛新聞夕刊）（1992年）
- 長崎新聞（1993年）
- 福島民報（2000年）
- 福島民友（2000年）
- 秋田魁新報（2008年）
- 北日本新聞（2009年）
- 南日本新聞（2009年）
- 琉球新報（2009年）
- 沖縄タイムス（2009年）
- 岩手日報（2010年）
- 山形新聞（2011年）
- 中国新聞（2015年）
- 岐阜新聞（2017年）
- 東奥日報（2020年）
- 山陽新聞（2020年）
- 徳島新聞（2020年）
- 高知新聞（2020年）
- 熊本日日新聞（2021年）
- 室蘭民報（2022年）
- 静岡新聞（2023年）
- 北海道新聞（2023年）
- 信濃毎日新聞（2023年）
- 新潟日報（2024年）[注釈 6]

滋賀県は、1979年まで滋賀日日新聞が県域地方紙として存在していたが、経営難と基から京都新聞傘下だったことから、同年に京都新聞へ統合される形となった。このため2005年の一時期、みんなの滋賀新聞が発行された時期を挟み、純粋な県域地方紙がない空白域となっているが、京都新聞と中日新聞（東海地方のブロック紙）が滋賀版を出しており、実質的な県域紙の代わりをなしている。
また大阪府も、夕刊専売の大阪新聞、新大阪、関西新聞、新関西などがあったが、その多くは1990年代に廃刊。大阪日日新聞は新日本海新聞社に事業譲渡の上、朝刊に移行、唯一夕刊地方紙として残っていた大阪新聞も2002年の産経新聞東京本社の夕刊休止に合わせる形で、産経新聞大阪本社への統合という形で事実上廃刊された。その後2023年に大阪日日新聞も休刊することが発表され、大阪府も地方紙空白域となる。
この他、新聞の発行自体は継続しているものの、経営難から同業他社への経営譲渡（『日刊福井』）や新旧分離方式での再建を余儀なくされるケースも見られる。ただし、新旧分離による再建は債務免除による一時的な延命策に過ぎず、その後に再び経営に行き詰まるケースも少なくない（上記の廃刊紙の中では『岡山日日新聞』や『常陽新聞』が該当する）。

### 全国紙との関係
地方紙の中には、特定の全国紙との関係が特に深い発行元がある。社によっては、事実上その全国紙の子会社化しているケースもみられる。

#### 読売新聞と深い関係の地方紙
- 福島民友

##### 読売新聞の地域紙記事写真配信サービスを受けている新聞
読売新聞東京本社が1997年から始めた地域紙記事写真配信サービスを受けている新聞。
- 函館新聞
- 北海民友新聞
- プレス空知
- 釧路新聞
- 道北日報
- 北空知新聞
- 網走タイムズ
- 十勝毎日新聞[注釈 10]
- 盛岡タイムス
- 岩手日日
- 石巻日日新聞
- 大崎タイムス
- いわき民報
- あぶくま時報
- 桐生タイムス
- 長野日報
- 信州日報[注釈 11]
- 市民タイムス
- 紀南新聞
- 島根日日新聞
- 八幡浜新聞
- 今日新聞
- 南九州新聞
- 奄美新聞（旧：大島新聞）
- 八重山毎日新聞
- 宮古新報

##### 現地印刷で提携委託を結んでいる新聞社
- 岩手日日[注釈 12]
- 新潟日報
- 北日本新聞
- 宮崎日日新聞

#### 朝日新聞と深い関係の地方紙
- 神奈川新聞
- 岐阜新聞
- 信濃毎日新聞
- 奈良新聞[注釈 13]
- 紀伊民報
- 沖縄タイムス

#### 毎日新聞と深い関係の地方紙
- 下野新聞

##### 業務提携中心の新聞社
- 福島民報
- 琉球新報[注釈 14]
- 宮古毎日新聞

その他、共同通信社加盟地方紙と包括的な連携を実施。

#### 日本経済新聞と深い関係の地方紙
- 山陽新聞

##### 現地印刷で提携委託を結んでいる新聞社
- 北海道新聞
- 十勝毎日新聞
- 岩手日日[注釈 16]
- 千葉日報[注釈 17]
- 静岡新聞
- 新潟日報
- 信濃毎日新聞
- 北國新聞
- 神戸新聞[注釈 18]
- 奈良新聞[注釈 19]
- 中国新聞[注釈 18]
- 四国新聞
- 南日本新聞
- 琉球新報

#### 産経新聞と深い関係の地方紙
- 北海道新聞
- 中日新聞（東京新聞、北陸中日新聞）
- 西日本新聞
いずれも主義主張は異なるが、販売面（委託販売）を中心に協力関係を結んでいる。また『サンケイスポーツ』は『道新スポーツ』(2022年休刊)の地元記事を除く紙面の大半を提供。『西日本スポーツ』(2023年休刊)にも中央競馬面を提供していたが2013年4月からは、同じくブロック紙の『中日スポーツ』と提携している[注釈 20]。
- 八重山日報[注釈 21]

#### 特定団体の機関紙の側面を持つ地方紙
- 東京民報 - 東京民報社発行。日本共産党東京都委員会の機関紙。
- 京都民報 - 京都民報社発行。日本共産党京都府委員会の機関紙。
- 大阪民主新報 - 大阪民主新報社発行。日本共産党大阪府組織と同党委員会と共闘する特定の諸団体の機関紙。
- 兵庫民報 - 日本共産党兵庫県委員会発行。日本共産党兵庫県委員会の機関紙。
- 長周新聞 - 長周新聞社発行。日本共産党の分派である日本共産党（左派）の、事実上の機関誌である。

### その他
関東地方（山梨県含み、東京都除く）では関東7、九州地方（沖縄県を除く）ではプレス9と題して地方紙間での交流を実施中である。
また、地域新聞マルチメディア・ネットワーク協議会主催で「きょうのニッポン」というニュースポータルを行っていたが、2007年4月より共同通信社と産経新聞大阪本社、地方紙51社が共同主催する「よんななクラブ」にポータルを発展移行。

## アメリカ合衆国の地方紙

### 有力地方紙
- ニューヨーク・タイムズ
- ロサンゼルス・タイムズ
- マーキュリーニュース（サンノゼ）
- デイリーニューズ (ニューヨーク)
- ボストン・グローブ（ボストン）

など

### 地方紙廃刊と「ニュース砂漠」「ピンクスライム」問題
上記のような有力紙以外では、インターネットの普及に押されるなどして地方新聞の廃刊が相次いでおり、地元について住民が知る術が乏しい「ニュース砂漠」が広がることで、監視が弱くなった地方行政・議会で汚職や浪費が増える弊害が指摘されている。ノースウェスタン大学のペニー・アバナシ―客員教授が2022年に発表した報告書『地域ニュースの現状』によると、「アメリカでは全国紙と呼べるのは4紙で、地域紙が150紙、中小規模の日刊新聞が1080紙、週刊など日刊以外の新聞が5147紙と多く各地住民が寄せる信頼度も高いが、2005年以降で2500以上の新聞が消滅した」という。
ウェブメディアが一部を代替しているが、その中には地方紙のようなタイトルを掲げてフェイクニュースを垂れ流し、選挙に影響を及ぼすようなウェブメディアも現れている。こうしたウェブメディアは、加工肉に混ぜられる屑肉（ピンクスライム）にたとえて「ピンクスライム・ジャーナリズム」と呼ばれ、確認されているだけで1200を超える。